# 古董局中局 (电影)
《古董局中局》（英語：Schemes in Antiques）是2021年中國大陆和香港合拍的冒险片，导演和编剧是郭子健，监制韩三平，主演雷佳音、李现、辛芷蕾、葛优。该片改编自马伯庸同名小说《古董局中局》系列的第一部。

## 剧情
该片讲述了日本木户加奈小姐（松峰莉璃 饰）向中国归还一尊唐朝武则天时期的佛头，她指明要五脉传人许愿（雷佳音 饰）接收，许愿旋即追查真相，并且发生了一系列冒险故事。

## 演员

### 主角
- 雷佳音 饰  许愿
- 李现 饰  药不然
- 辛芷蕾 饰  黄烟烟
- 葛优 饰  付贵

### 配角
- 王庆祥 饰  黄克武
- 咏梅 饰  沈爷
- 阿如那 饰  郑国渠
- 松峰莉璃 饰  木户加奈
- 佐藤丽 饰  木户加奈翻译
- 秦焰 饰  老朝奉
- 郭涛 饰  许和平
- 纪焕博 饰  刀疤脸
- 杨新鸣 饰  药来
- 赵燕国彰 饰  老杜

## 制作
为了拍摄该片，制作方向古董专家翟建民借用了31件西汉的古董。

## 票房
中国大陆首周三天取得1.64亿人民币票房位列第一，次周以1.66亿蝉联冠军，最终成绩为4.3亿。
| 上一届： 《扬名立万》 | 2021年中国内地一周票房冠军 第48-49週 | 下一届： 《误杀2》 |

## 奬項
| 年份 | 颁奖典礼               | 奖项       | 入圍者                                     | 结果 |
| ---- | ---------------------- | ---------- | ------------------------------------------ | ---- |
| 2022 | 第十四屆澳門國際電影節 | 最佳編劇   | 朱炫、範文文、黃海、王亞鵝、潘依然、常小琥 | 提名 |
| 2022 | 第十四屆澳門國際電影節 | 最佳男主角 | 雷佳音                                     | 提名 |
| 2022 | 第十四屆澳門國際電影節 | 最佳男配角 | 葛優                                       | 提名 |
| 2022 | 第十四屆澳門國際電影節 | 最佳女配角 | 詠梅                                       | 提名 |
| 2022 | 第十四屆澳門國際電影節 | 最佳攝影   | 包軒鳴                                     | 提名 |